# Jonny spielt auf
Jonny spielt auf (títol original en alemany; Jonny comença a tocar) és una òpera en dues parts i onze escenes amb música i llibret d'Ernst Krenek. Va ser estrenada a Leipzig el 10 de febrer de 1927 per Gustav Brecher. L'obra tipifica la llibertat cultural de l'"època daurada" de la República de Weimar.
L'obra va ser traduïda a 18 idiomes. La versió francesa es va estrenar el 21 de juny de 1928 per Désiré-Émile Inghelbrecht amb Hugues Cuénod en el Théâtre des Champs-Élysées.

## Argument
Anita és una cantant que està enamorada del compositor Max i també estima al violinista virtuós Daniello. Jonny, un violinista fascinat pel violí de Daniello, li roba l'instrument.